# Kalanchoe auriculata
Kalanchoe auriculata är en fetbladsväxtart som först beskrevs av Raadts, och fick sitt nu gällande namn av V.V.Byalt. Kalanchoe auriculata ingår i släktet Kalanchoe och familjen fetbladsväxter. Inga underarter finns listade i Catalogue of Life.